# Wasilij Rakow
Wasilij Iwanowicz Rakow (ros. Василий Иванович Раков, ur. 26 stycznia?/8 lutego 1909 w Petersburgu, zm. 28 grudnia 1996 tamże) – radziecki lotnik wojskowy, generał major lotnictwa, dwukrotny Bohater Związku Radzieckiego (1940 i 1944).

## Życiorys
Dzieciństwo i młodość spędził w obwodzie twerskim, w 1928 skończył szkołę uniwersytetu fabryczno-zawodowego, od grudnia 1928 służył w Armii Czerwonej. W 1929 ukończył leningradzką wojskowo-teoretyczną szkołę Sił Powietrznych, w 1930 Kaczyńską Wojskową Wyższą Szkołę Lotniczą Pilotów, a w 1931 wojskową szkołę lotników morskich w Sewastopolu, służył w siłach powietrznych Floty Bałtyckiej. W 1938 skończył wyższe kursy lotnicze w Lipiecku i został dowódcą eskadry, 1939-1940 uczestniczył w wojnie z Finlandią. Rankiem 30 listopada 1939 eskadra bombowców sił powietrznych Floty Bałtyckiej pod jego dowództwem dokonała nalotu na fińską bazę wojskową na wyspie Santahamina położonej na wschód od Helsinek. 
Po zakończeniu wojny z Finlandią dowodził pułkiem lotnictwa bombowego, a od kwietnia do grudnia 1940 brygadą lotniczą Floty Czarnomorskiej, w styczniu 1942 ukończył Akademię Marynarki Wojennej. 
Od lutego 1942 brał udział w wojnie z Niemcami jako dowódca 2 Morskiej Brygady Lotniczej Sił Powietrznych Floty Czarnomorskiej, walczył w obronie Sewastopola, był ranny, później 1942-1943 szkolił lotników w ewakuowanej szkole marynarki wojennej, w maju 1943 wrócił na front jako dowódca eskadry bombowców. Od lutego do maja 1944 był zastępcą dowódcy dywizji lotnictwa szturmowego, a od maja 1944 do lutego 1945 dowódcą pułku lotnictwa bombowego, brał udział m.in. w likwidacji blokady Leningradu i walkach w Karelii. W czasie wojny wykonał ponad 170 lotów bojowych bombowcem Pe-2 i samolotem szturmowym Ił-2, uczestnicząc w zatopieniu 12 statków wroga. 
Później został zastępcą dowódcy dywizji bombowców Sił Powietrznych Floty Oceanu Spokojnego, następnie dowódcą dywizji, od 1948 wykładał w Akademii Marynarki Wojennej, w 1951 zaocznie ukończył Wojskowy Instytut Języków Obcych. W 1958 został generałem majorem lotnictwa, w 1967 doktorem nauk wojskowo-morskich, a w 1969 profesorem, w sierpniu 1971 przeszedł do rezerwy.

## Odznaczenia
- Złota Gwiazda Bohatera Związku Radzieckiego (dwukrotnie - 7 lutego 1940 i 22 lipca 1944)
- Order Lenina (dwukrotnie - 1940 i 1954)
- Order Czerwonego Sztandaru (trzykrotnie - 1943, 1944 i 1949)
- Order Wojny Ojczyźnianej I klasy (1985)
- Order Czerwonej Gwiazdy (1944)

I inne.